# نيكلاس هيلينيوس
نيكلاس هيلينيوس ينسن (بالدنماركية: Nicklas Helenius Jensen)‏ وهو لاعب كرة قدم دنماركي في مركز الهجوم ولد في يوم 8 مايو 1991 في بلدة سفينستروب في الدنمارك وهو يلعب حالياً مع نادي آ بي وسبق له اللعب مع نادي أستون فيلا ولعب مع منتخب الدنمارك لكرة القدم ويبلغ طوله 195 سم.

## روابط خارجية
- نيكلاس هيلينيوس على موقع الاتحاد الأوربي (الإنجليزية)
- نيكلاس هيلينيوس على موقع قاعدة بيانات كرة القدم.إي يو (الإنجليزية)
- نيكلاس هيلينيوس على موقع ناشيونال فوتبول تيمز (الإنجليزية)
- نيكلاس هيلينيوس على موقع Soccerbase.com (لاعب) (الإنجليزية)
- نيكلاس هيلينيوس على موقع Soccerway.com (الإنجليزية)
- نيكلاس هيلينيوس على موقع عالم كرة القدم.نت (الإنجليزية)
- نيكلاس هيلينيوس على موقع AS.com (الإسبانية)